# Mięsień stawowy kolana
Mięsień stawowy kolana (łac. musculus articularis genus) – w anatomii człowieka mały, bardzo zmienny mięsień szkieletowy stanowiący odszczepioną część mięśnia obszernego pośredniego (traktowany w rezultacie jako jego część lub jako osobny mięsień). Zaczyna się na dolnej jednej trzeciej powierzchni przedniej trzonu kości udowej, głębiej od mięśnia obszernego pośredniego. Włókna mięśnia kończą się na ścianach kaletki nadrzepkowej stawu kolanowego.
Unaczyniony jest przez tętnicę okalającą udo boczną, unerwiony zaś przez nerw udowy.
Mięsień napina torebkę stawową i chroni ją przed fałdowaniem podczas prostowania kolana.